# صباح خضير
صباح خضير (مواليد 1991) شاعرة وناشطة مصرية أمريكية.

## حياة
تخرجت صباح خضير من جامعة فينيكس . في عام 2015 شاركت هي ومحمد قاسم في تأسيس إيدكويت ، وهي منصة فنية تعاونية لفنانين من الشرق الأوسط.
من 2018 إلى 2020 كتب خضير للموقع الإخباري باللغة الإنجليزية شوارع مصر . في عام 2019 ، بعد تعرضها لاعتداء جنسي ، غادرت مصر إلى الولايات المتحدة . في يوليو 2020 ، ساعد خضير في تنظيم شرطة اعتداء ، وهي عبارة عن إطلاق عمل على إنستغرام لمجموعة تضم أكثر من 150 اتهامًا بالاعتداء الجنسي والتحرش والابتزاز ضد الطالب المصري أحمد بسام زكي . من خلال العمل مع المجلس القومي للمرأة ، نسقت صباح خضير الإفراج عن المعلومات حتى يشعر الضحايا بالثقة لتقديم شكاوى رسمية. بعد ثلاثة أيام من ظهور صفحة إنستجرام ، تم القبض على زكي. بحلول 28 يوليو / تموز ، كان لدى حساب شرطة اعتداء أكثر من 171 ألف متابع وتلقى عشرات الرسائل حول مضايقين آخرين مزعومين.
تحدثت خضير عن تجربتها الخاصة مع الاعتداء الجنسي في برنامج هيرت أند سول التابع لالإذاعات العالمية لهيئة الإذاعة البريطانية .